# Puig de Castellets
El Puig de Castellets és una muntanya de 128 metres que es troba al municipi del Port de la Selva, a la comarca catalana de l'Alt Empordà.